# Rapimento delle studentesse a Chibok
Il rapimento delle studentesse a Chibok è un fatto storico avvenuto nell'aprile 2014 a Chibok, in Nigeria.
Sono state rapite 276 studentesse da parte del gruppo terroristico Boko Haram e nel 2023, dopo nove anni, 98 di loro erano ancora in stato di prigionia mentre 57 erano riuscite a scappare.
Successivamente nel paese numerose scuole furono prese di mira, con rapimenti e violenze fisiche, ma le autorità nigeriane non hanno condotto una singola indagine.